# أبو عبد الله بن اللحام اللخمي
محمد بن أحمد بن محمد اللخمي (558 هـ - عام 614 هـ) أو أبو عبد الله بن اللحام ( لقب لأبيه) إمام وواحد من أبرز علماء عصره في المغرب الإسلامي.

## سيرته
ولد بتلمسان سنة 558 هـ. قرأ السبع على أبي العباس الأعرج وأخذ العلم بفاس عن أبي الحجاج بن عبد الصمد وأبي القاسم بن يوسف واختص بصحبة أبي زيد الفزازي. روى عنه ابنه أبو محمد عبد الله وأبو زكرياء بن محمد بن طفيل. وكان فاضلا صالحا زاهدا ذا حظ من الأدب والشعر نبيلاً واعظ أهل زمانه، حسن الصوت وتميز بغزارة حفظه حتى أنه كان يحفظ من سمعة واحدة كل ما يطرق أذنه. استقدمه الخليفة الموحد أبو يوسف يعقوب بن يوسف المنصور إلى مراكش واستوطنها وحظي عنده وعند ملوكها محمد الناصر (موحدون) ويوسف المستنصر بالكرم والعطاء وكان أبو عبد الله يتصدق بما يحسنون به إليه. 

كان أبو عبد الله كثيرا ما تنفعل لوعظه القلوب , حكى الشيخ أبو القاسم البلوي قال : " حضرته يعض الناس فوق منبر بالجامع الأعظم بإشبيلية ويناديهم لفداء أسرى فرأيت الثياب تنثال عليه حتى كادت تحجبه عن الأبصار "

### مؤلفاته وشعره
له في الوعظ كتاب سماه حجة المحافظين ومحجة الواعظين اختصره بعده أبو زكرياء يحي بن محمد بن طفيل في سفر واحد سماه مجالس الأذكار وأبكار عرائس الأفكار , ومما يؤثر من نظمه في التصوف قوله:

### وفاته
توفي بمراكش يوم الجمعة لأربع عشرة ليلة من شعبان سنة 614 هـ